# Прикаспійський
Прикаспійський (рос. Прикаспийский) — селище у Нарімановському районі Астраханської області Російської Федерації.
Населення становить 1587 осіб (2014). Входить до складу муніципального утворення Прикаспійська сільрада.

## Історія
Населений пункт розташований на території українського етнічного та культурного краю Жовтий Клин. Від 1931 року належить до Нарімановського району.
Згідно із законом від 6 серпня 2004 року органом місцевого самоврядування до 1 вересня 2016 року було Прикаспійська сільрада.

## Населення
| 2002 | 2010  | 2011  | 2013  | 2014  |
| ---- | ----- | ----- | ----- | ----- |
| 1774 | ↘1597 | ↗1804 | ↘1608 | ↘1587 |